# Ibn Massarra
Abu-Abd-Al·lah Muhàmmad ibn Abd-Al·lah ibn Massarra al-Jabalí, més conegut simplement com a Ibn Massarra i llatinitzat com a Abenmasarra, fou un important filòsof i místic andalusí, considerat un dels primers filòsofs i sufís de l'Àndalus. Va néixer a Còrdova el 883 i va morir en una ermita on s'havia retirat el 931.
Ha estat considerat un dels principals pensadors de la filosofia en el món islàmic, que va viure en un període d'importants transformacions a nivell d'identitat i cultura a l'Àndalus. El seu pensament ha estat lligat al d'Empèdocles, i les seves teories sobre l'origen de la matèria i l'existència. En la seva teoria sobre l'existència, Ibn Massarra manté que en tot el creat existeix alguna cosa al davant del seu creador, afirmant que la realitat és l'acte pur i la recepció pura, dins de l'essència divina. Com un dels precursors de la cultura sufí, també, ha estat considerat un pensador neoplalònic que va predicar l'amor al pròxim, la humilitat i el sacrifici.
En aquell moment, existien diferents escoles teòriques sobre l'Islam i les teories "malikies" eren les predominants. Ibn Massarra ha estat considerat un dels més importants dels seus representants.
El seu pare, comerciant, el va iniciarals estudis teològics i filosòfics. Al seu pensament se li atribuïren diverses heretgies, la qual cosa, al costat de la conflictiva situació per la qual travessava l'emirat de 'Abd Allâh, a causa de la revolta d'Ibn Hafsun, va originar la condemna de l'emir, i va motivar la fugida d'Al-Andalus, sota pretext d'una peregrinació oficial a l'Meka, on fou acompanyat, en el viatge, per dos dels seus dixebles més fidels. Després del seu retorn a Còrdova, tornà a aïllar-se amb els seus deixebles en un retir de la Serra de Còrdova, on continuà exposant el seu pensament als iniciats que formaven part de la seva escola. Ibn 'Abd al-Mâlik, va escriure una còpia subreptícia de l'obra del seu mestre, que més tard publicaria, que va rebre denúncies d'heretgia dels faquíes mes ortodoxos, encara que no sembla que fos condemnat. Ibn Massarra, ha estat considerat com una mena de subversiu.
L'obra d'Ibn Massarra va ser polèmica a l'Àndalus i a tot el món àrab. La seva obra, no ha arribat a nosaltres, però, es coneix el títol de dos dels seus importants escrits: Llibre de l'explicació perspícua i Llibre de les lletres.